# By Yourself
By Yourself è un singolo del rapper statunitense Ty Dolla Sign, pubblicato il 16 ottobre 2020.

## Descrizione
Il singolo vede la collaborazione della cantante statunitense Jhené Aiko e del produttore discografico Mustard. È il terzo singolo estratto dall'album in studio del rapper, Featuring Ty Dolla Sign (2020).

## Esibizioni
Ty Dolla si è esibito con il singolo assieme a Jhené e a Mustard per promuovere l'uscita dell'album al The Late Show with Stephen Colbert il 21 ottobre 2020.

## Tracce
1. By Yourself – 2:28